# Turricaspia trivialis
Turricaspia trivialis е вид охлюв от семейство Hydrobiidae.

## Разпространение и местообитание
Видът е разпространен в Азербайджан, Иран, Казахстан, Русия (Дагестан) и Туркменистан.
Обитава сладководни басейни и морета.